# Selo nad Polhovim Gradcem
Selo nad Polhovim Gradcem is een plaats in Slovenië en maakt deel uit van de gemeente Dobrova-Polhov Gradec in de NUTS-3-regio Osrednjeslovenska. De plaats telde 34 inwoners op 1 januari 2020.

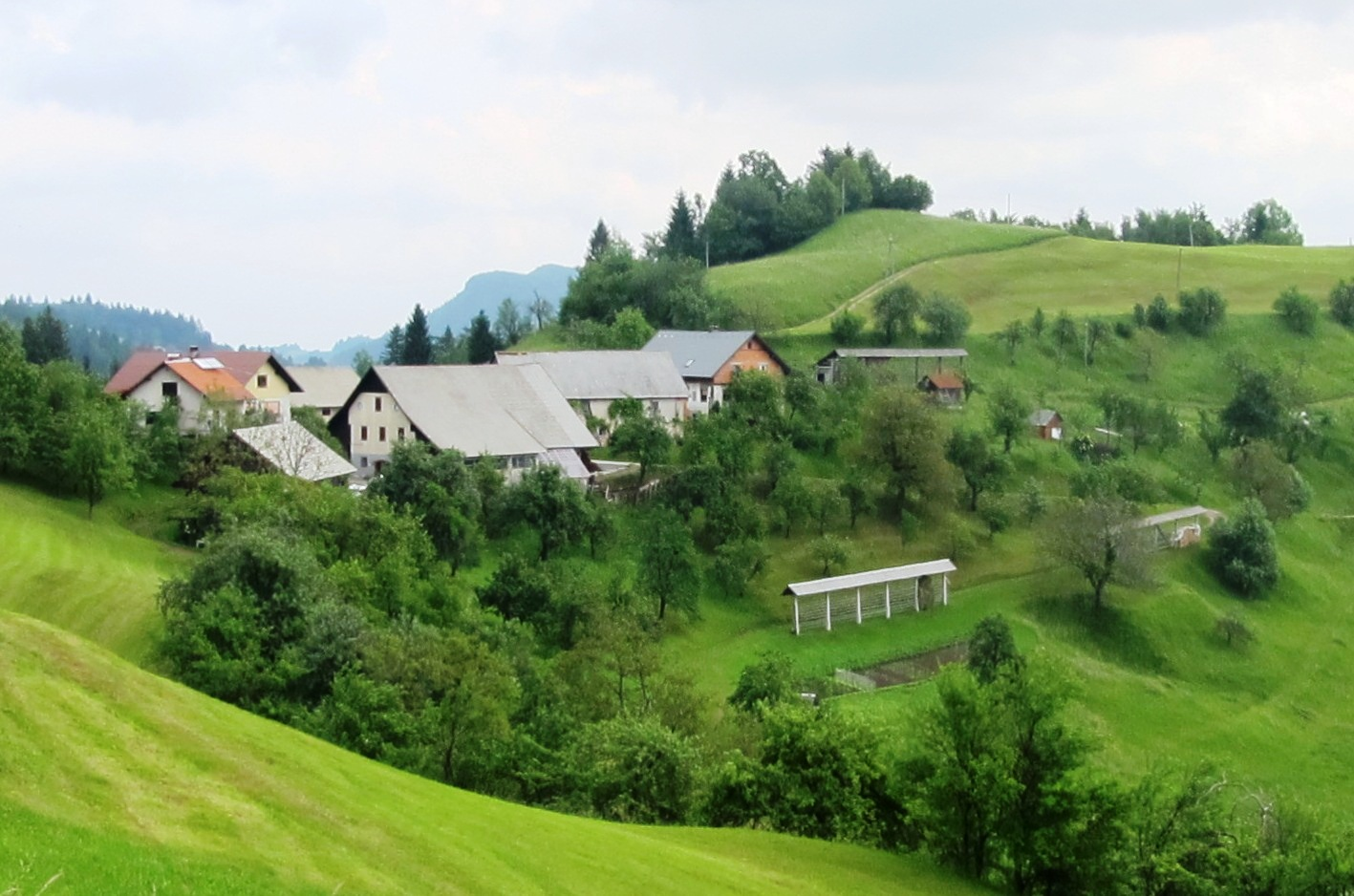
Selo nad Polhovim Gradcem
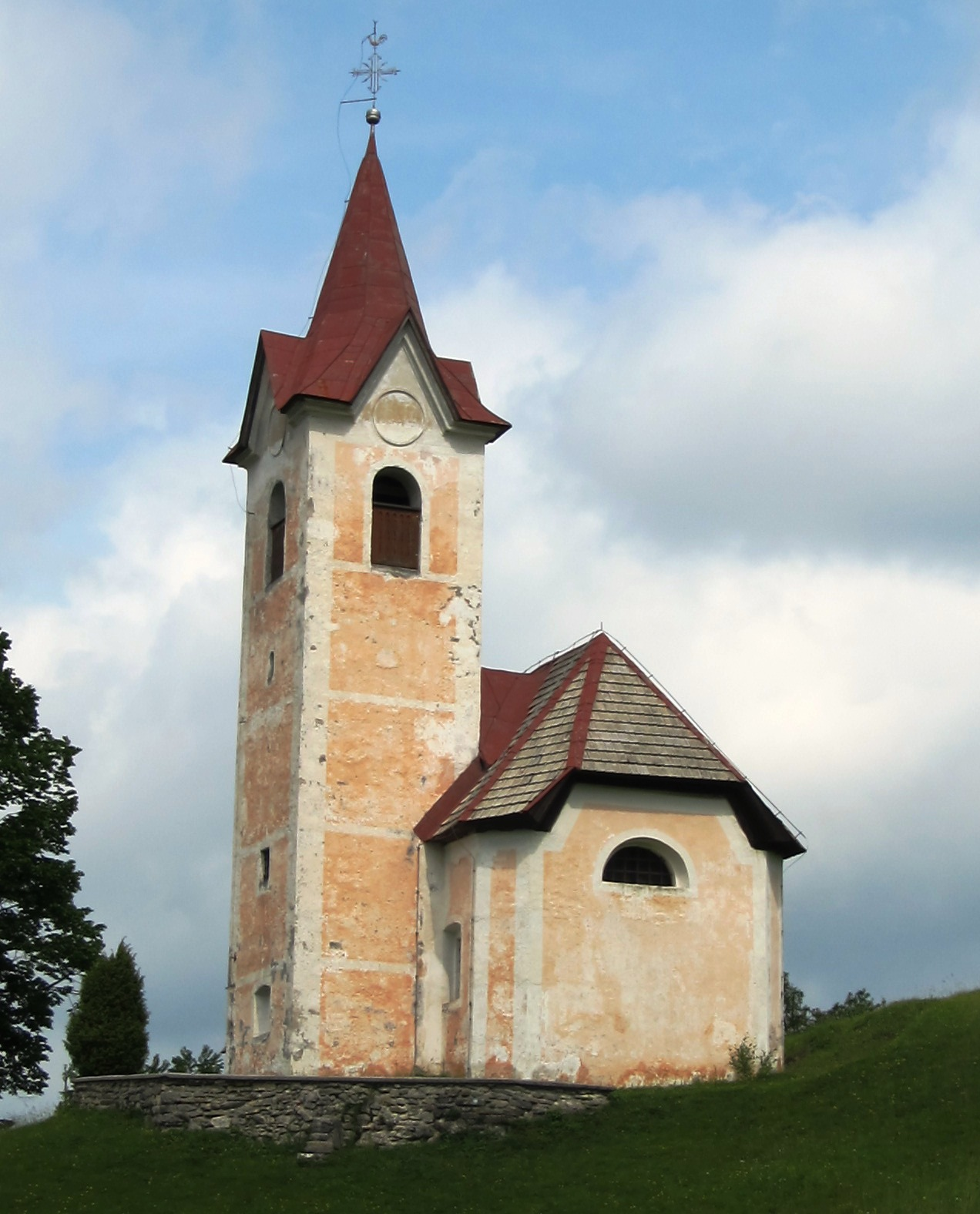
Kerk van St. Gertrude